# پائولو یاناچی
پائولو یاناچی (ایتالیایی: Paolo Jannacci؛ زادهٔ ۵ سپتامبر ۱۹۷۲) خواننده، موسیقی‌دان، آهنگساز، نوازنده پیانو، نوازندهٔ گیتار بیس و آکوردئون اهل ایتالیا است. وی از سال ۱۹۸۸ میلادی تاکنون مشغول فعالیت بوده‌است.
از فیلم‌هایی که وی در آن نقش داشته‌است می‌توان به تب و سوءتفاهم‌های جزئی اشاره کرد.